# Pete Wilson
Pour les articles homonymes, voir Peter Wilson et Wilson.
Peter Barton Wilson dit Pete Wilson, né le 23 août 1933 à Lake Forest (Illinois), est un homme d'affaires et homme politique américain membre du Parti républicain, maire de San Diego de 1971 à 1983, sénateur de Californie au Congrès des États-Unis de 1983 à 1991 et 36e gouverneur de Californie de 1991 à 1999.

## Biographie
Diplômé de Yale en 1956, il s'engage jusqu'en 1958 dans le Corps des Marines des États-Unis d'Amérique. Wilson poursuit ensuite ses études de droit à la branche Berkeley de l'université de Californie et est diplômé en 1962, année où il s'engage sur la campagne de Richard Nixon pour le poste de gouverneur de Californie. 

### Carrière politique
De 1966 à 1971, il est élu de l'Assemblée de l'État de Californie pour le 76e district. De 1971 à 1983, il est maire de la ville de San Diego. 
En 1978, il tente d'obtenir la nomination républicaine pour le poste de gouverneur mais échoue. En 1982, Wilson est élu au Sénat des États-Unis après avoir battu le gouverneur sortant Jerry Brown, candidat au poste. Wilson est réélu en 1988. 
En novembre 1990, Wilson est élu gouverneur de Californie en battant Dianne Feinstein, maire de San Francisco et candidate démocrate. 
En 1994, il est réélu contre Kathleen Brown, trésorière de l'État et sœur de Jerry Brown. Cette année-là, il soutient la proposition de loi 187 soumise à référendum, durcissant la législation vis-à-vis des immigrés illégaux. De ce fait, il endommage les relations entre le Parti républicain de Californie et les Hispaniques de plus en plus nombreux. 
En 1996, il tente de recevoir la nomination républicaine lors des primaires républicaines pour l'élection présidentielle mais s'efface assez rapidement devant Bob Dole. 
En novembre 1998, Wilson ne peut se représenter pour un troisième mandat et c'est le lieutenant-gouverneur démocrate Gray Davis qui est élu. En 2003, durant la campagne de destitution de Gray Davis, il conseille le candidat républicain Arnold Schwarzenegger qui est élu en octobre 2003 gouverneur de Californie. 
Républicain modéré, Wilson est favorable au droit à l'avortement. 

### Carrière dans les affaires
Après avoir quitté ses fonctions politique, Pete Wilson est pendant deux ans directeur général du Pacific Capital Group, une banque d'affaires basée à Los Angeles. Il est ensuite directeur de la Irvine Company, puis de TelePacific Communications, et enfin de la National Information Consortium. 
Il a également été conseiller des entreprises Crossflo Systems et IDT Entertainment. Il a été membre du conseil consultatif de la Thomas Weisel Partners, une banque d'affaires de San Francisco. 
Son épouse a été membre du conseil d’administration du laboratoire pharmaceutique Gilead Sciences. 